# رائدة سعادة

رائدة سعادة (1977 -) فنانة فلسطينية. تتمحور أعمالها حول التصوير الفوتغرافي، والفن الأدائي وفن الفيديو، وعادة ما تستخدم الفنانة جسدها كعنصر أساسي في معظم أعمالها. حيث تصف المرأة في عملها قائلة: «في أعمالي الفنية، تعيش المرأة التي أمثلها في عالم يهاجم قيمها، وحبها، وروحها بشكل يومي، ولهذا، فهي في حالة الاحتلال – ويمكن أن يكون عالمها هنا في فلسطين أو أي مكان آخر. وعلى الرغم من كل شيء، فهي تتطلع مبتسمة نحو المستقبل».
حظيت أعمالها بالعالمية، حيث عرضت في البرلمان الأوروبي في بروكسل، وفي متحف جيماك في لاهاي - هولندا؛ وبيت الثقافات العالمية في برلين؛ كما وعرضت في النمسا وفرنسا والدنمارك وبينالي سيدني وبينالي الشارقة. لقد اعتبرها موقع الأخبار «المونيتور» من أهم 50 شخصية ساهمت في تشكيل الثقافة في الشرق الأوسط.

حصلت على جائزة الفنان الشاب (اليايا) عام 2000 من قِبل مؤسسة عبد المحسن القطان.

## حياتها
ولدت رائدة بمدينة أم الفحم بفلسطين.
وقد حصلت على شهادة البكالوريوس والماجستير في الفنون من أكاديمية بتسلئيل للفنون والتصميم بالقدس. وكانت أول فائزة بجائزة الفنان الشاب للعام 2000، التي تنظمها مؤسسة عبد المحسن القطان. وكذلك درست رائدة بمدرسة الفنون البصرية.
وقد تضمنت متاحف فكتوريا وألبرت، وشبكة الصناديق الإقليمية للفن المعاصر، و«لو ماجازان» المركز القومي للفن المعاصر على العديد من أعمالها.
وتعمل رائدة سعادة حيث تعيش بمدينة القدس.

## المعارض
- 2007: «خواء» التي عُرضت بالشارقة.[5]
- 2005: «متحف الشارقة للفنون»، فنون كولونيا بألمانيا.
- 2005: «لقاءات البحر الأبيض المتوسط» بكاستيلو روفو، سيلا، إيطاليا.
- 2004: «المتوسطي» بمتحف ماكرو للفن المعاصر، بروما، إيطاليا.
- 2004: العرض الأخير بأكاديمية بتسلئيل للفنون والتصاميم، بتل أبيب.
- 2004: «الغيب» بجامعة غرينتش، لندن، المملكة المتحدة.[6]